# Wilson Odobert
Wilson Odobert (Meaux, 28 novembre 2004) è un calciatore francese, attaccante del Tottenham.

## Carriera

### Club
Cresciuto nel settore giovanile del Paris Saint-Germain, il 15 luglio 2022, dopo essersi svincolato dal club parigino, firma un triennale con il Troyes.
Il 28 agosto segna la prima rete tra i professionisti, in occasione della partita di Ligue 1 vinta per 3-1 contro l'Angers.
Viene poi ceduto al Burnley per 12 milioni di euro.
Il 16 agosto 2024 viene annunciato il suo ingaggio da parte del Tottenham per 37 milioni di euro.

### Nazionale
Il suo percorso nella nazionali giovanili inizia debuttando con l'Under-16, prima di essere convocato nell'Under-18 e nell'Under-19.
Il 10 maggio 2023 è stato incluso dal selezionatore Landry Chauvin nella lista dei convocati della nazionale Under-20 per partecipare al Mondiale di categoria in Argentina.

## Statistiche

### Presenze e reti nei club
Statistiche aggiornate al 20 maggio 2025.
| Stagione        | Squadra         | Campionato      | Campionato | Campionato | Coppe nazionali | Coppe nazionali | Coppe nazionali | Coppe continentali | Coppe continentali | Coppe continentali | Altre coppe | Altre coppe | Altre coppe | Totale | Totale |
| Stagione        | Squadra         | Comp            | Pres       | Reti       | Comp            | Pres            | Reti            | Comp               | Pres               | Reti               | Comp        | Pres        | Reti        | Pres   | Reti   |
| --------------- | --------------- | --------------- | ---------- | ---------- | --------------- | --------------- | --------------- | ------------------ | ------------------ | ------------------ | ----------- | ----------- | ----------- | ------ | ------ |
| 2022-2023       | Troyes          | L1              | 32         | 4          | CF              | 0               | 0               | -                  | -                  | -                  | -           | -           | -           | 32     | 4      |
| 2023-2024       | Burnley         | PL              | 29         | 3          | FACup+CdL       | 1+3             | 0+1             | -                  | -                  | -                  | -           | -           | -           | 33     | 4      |
| ago. 2024       | Burnley         | FLC             | 1          | 1          | FACup+CdL       | -               | -               | -                  | -                  | -                  | -           | -           | -           | 1      | 1      |
| Totale Burnley  | Totale Burnley  | Totale Burnley  | 30         | 4          |                 | 4               | 1               |                    | -                  | -                  |             | -           | -           | 34     | 5      |
| 2024-2025       | Tottenham       | PL              | 15         | 1          | FACup+CdL       | 0+1             | 0+0             | UEL                | 4                  | 2                  | -           | -           | -           | 20     | 3      |
| Totale carriera | Totale carriera | Totale carriera | 77         | 9          |                 | 5               | 1               |                    | 4                  | 2                  |             | -           | -           | 86     | 12     |

## Palmarès

### Competizioni internazionali
- UEFA Europa League: 1

Tottenham Hotspur: 2024-2025